# Anders Cleve

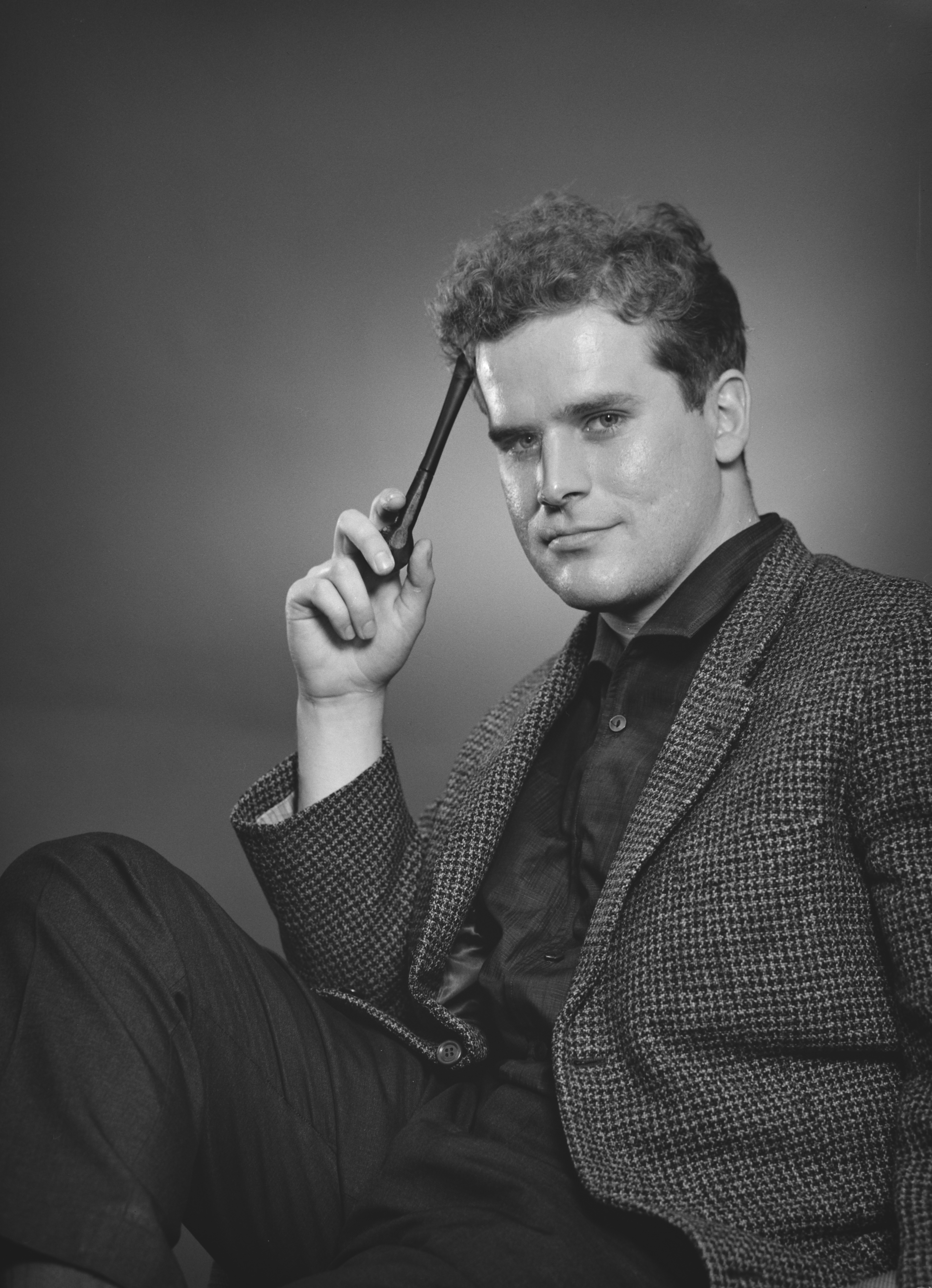
Anders Cleve (1937–1985)

Anders Zachris Cleve (* 25. Juli 1937 in Helsinki; † 26. März 1985 ebenda) war ein schwedischsprachiger finnischer Schriftsteller.
Sein wichtigstes Werk ist der 1981 erschienene Roman Locknät.

## Werke
- Dagen. 1955.
- Det bara ansiktet. 1956.
- Gatstenar. 1959, daraus
  - Der Hausmeister, übers. und hrsg. von Gisbert Jänicke, in Das Land, das nicht ist. Eine schwedische Anthologie aus Finnland, Rostock (Hinstorff) 1986 (S. 320–336).
- Vit eld: En paradoxal saga. Söderström, Helsingfors 1962.
- Påskägget: En berättelse om vänskap. Bonnier, Stockholm 1966.
- Labyrint. Söderström, Helsingfors 1971.
- Locknät. Söderström, Helsingfors 1981, ISBN 951-52-0727-4.